# Стемпковская, Елена Константиновна
Еле́на Константи́новна Стемпковская (октябрь 1921 — 26 июня 1942) — Герой Советского Союза, радист, младший сержант.

## Биография
Родилась в деревне Мазурщина ныне Солигорского района Минской области Белоруссии в семье белорусского крестьянина, участника обороны Порт-Артура и гражданской войны Константина Максимовича Стемпковского. Там она окончила 7 классов сельской школы.
В конце 1930-х годов семья переехала в посёлок Баяут Баяутского района Сырдарьинской области Узбекистана, где тогда начали развивать хлопководство. Там она пошла учиться в 8-й класс. После уроков вместе с одноклассниками работала на плантациях.
После окончания школы поступила в Ташкентский педагогический институт, училась на историка. После начала войны 22 июня 1941 года добровольцем ушла в Красную Армию, в июле 1941 года была направлена на подготовку на 3-х радиотелеграфных курсах в Ташкенте.
С января 1942 года на фронте Великой Отечественной войны. Служила в стрелковом батальоне 216-го стрелкового полка (76-я стрелковая дивизия, 21-я армия, Юго-Западный фронт).
Её личным оружием являлась трехлинейная винтовка, но в свободное от службы время она научилась стрелять из пулемёта.
В июле 1942 года в районе села Зимовенька Шебекинского района Курской (ныне Белгородской) области батальон попал в окружение. Елена Стемпковская обеспечивала радиосвязь со штабом полка, а когда был убит корректировщик, вызвала огонь на себя. При прорыве кольца в составе взвода обеспечивала отход батальона к своим. В результате боя была захвачена гитлеровцами, после допросов и зверских пыток, не выдав военной тайны, приняла мученическую смерть (её избили, затем отрубили руки топором и расстреляли из автомата). За совершенный подвиг удостоена звания Герой Советского Союза (посмертно). Похоронена в селе Зимовенька.

## Награды
- Звание Героя Советского Союза (Указ Президиума Верховного Совета СССР от 15 мая 1946 года, посмертно);
- орден Ленина (15.05.1946, посмертно);
- орден Красного Знамени (5.11.1942, посмертно).

## Память

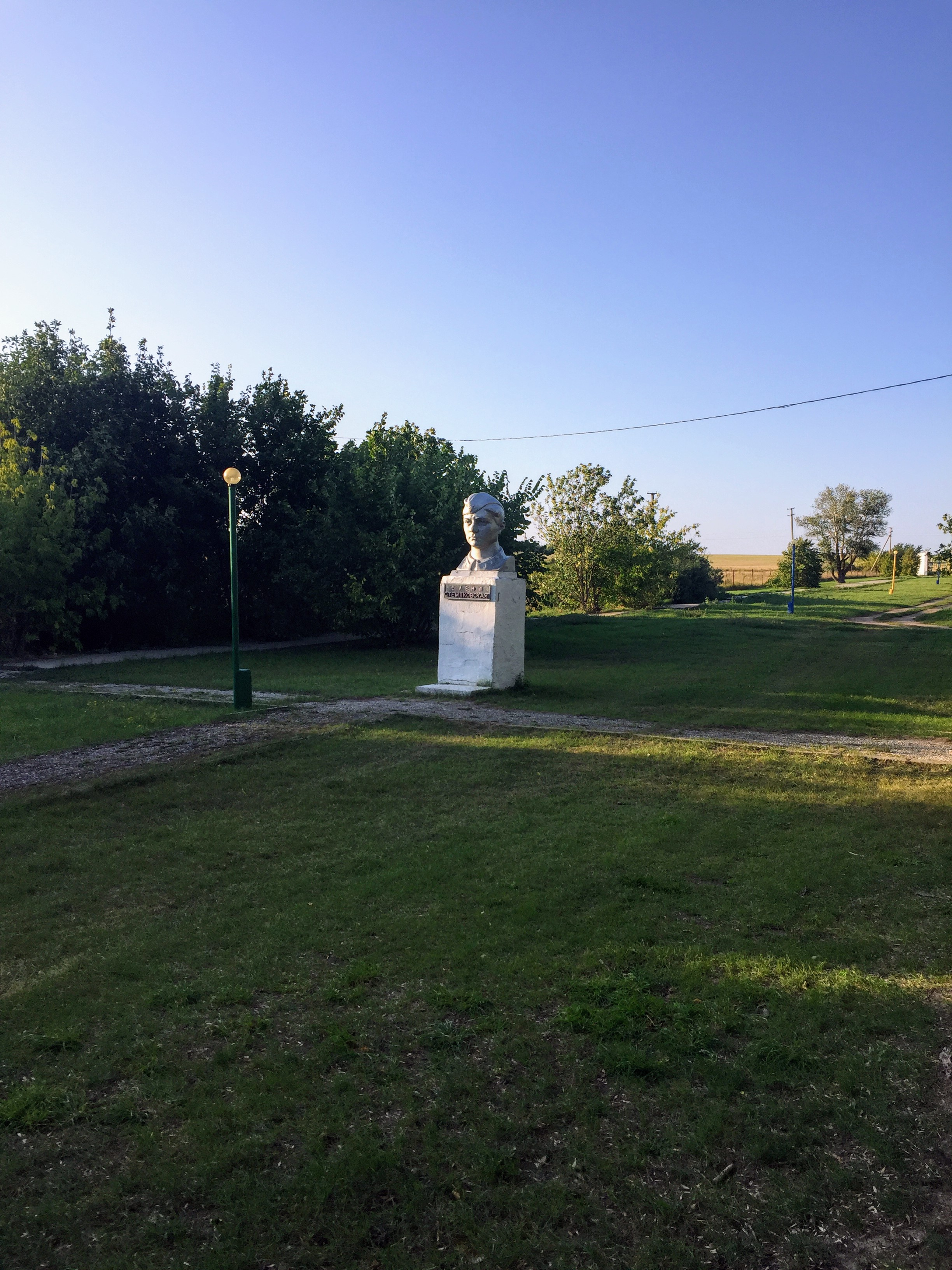
Бюст в Серебряных прудах

- В центральной усадьбе совхоза «Баяут-1» (Узбекистан) был установлен памятник Героине.
- Бюст установлен в детском лагере Серебряные Пруды (Волгоградская область).
- Мемориальная доска на здании Ташкентского Государственного Педагогического института, в котором училась.
- Имя Е. Стемпковской было присвоено школам в деревне Мазурщина[1], кишлаке Баяут-1, школе № 89 города Ташкента, техническому училищу № 16 города Волгограда.
- Шебекинским радиоклубом «Эфир» был учреждён диплом имени Стемпковской.
- Школа № 217 Чиланзарского района города Ташкента носила имя Е. Стемпковской.
- Имя Е. Стемпковской носит улица в г. Солигорске.
- Советский военный писатель Лев Исомерович Савельев написал повесть «Девушка в серой шинели» о жизни и подвиге Стемпковской.